# Guglielmo di Durfort
Guglielmo di Durfort, in francese Guillaume Bertrand de Durfort (... – Campaldino, 11 giugno 1289), è stato un mercenario francese, tutore militare (balio) di Aimeric de Narbonne, come quest’ultimo giunto in Italia al servizio di Carlo d’Angiò e chiamato a dirigere le campagne militari guelfe.

## Biografia
La sua fama è dovuta soprattutto alla partecipazione alla battaglia di Campaldino, ove perse la vita colpito all'occhio da un quadrello di balestra mentre stava organizzando la controffensiva, dopo lo sfondamento delle linee guelfe operato dalla cavalleria pesante ghibellina.
Il suo corpo fu riportato a Firenze e sepolto nella chiesa della SS. Annunziata a testimonianza di un legame spirituale fra il condottiero e il neonato Ordine dei Servi di Maria, in quell'epoca grande sostenitore della causa guelfa. Come stabilito in apposito testamento al momento della sua partenza per la spedizione contro Arezzo, lasciò gran parte dei suoi averi ai frati per opere di carità, tra le quali un contributo in denaro per le fanciulle senza dote. Il resto lo lasciò ad Aimeric de Narbonne che, commosso, gli fece costruire il bassorilievo che ancora oggi orna la sua sepoltura e che lo ritrae a cavallo, nell'atto di caricare.